# Programa Nacional de Imunizações
O Programa Nacional de Imunizações ou PNI é o programa do governo brasileiro criado para garantir à população do país acesso gratuito a todas as vacinas recomendadas pela Organização Mundial da Saúde.
O PNI foi criado em 1973 pelo Ministério da Saúde para combater de maneira estratégica e institucional as diversas epidemias que assolavam o Brasil desde 1900. Através de diversas reestruturações ao longo do tempo, o PNI continua cumprindo seu propósito de controlar doenças infecciosas preveníveis na população, porém atualmente conta com uma combinação de processos que potencializam sua eficiência: o aprimoramento dos meios de comunicação e a associação do PNI ao Sistema Único de Saúde facilitaram o acesso à imunizantes produzidos por avançados parâmetros técnico-científicos.
É citada como referência mundial na Organização Pan-Americana da Saúde. Apesar de ter recebido grande apoio internacional da OMS e OPAS, é interessante ressaltar que o Brasil foi o único país da América Latina a desenvolver uma estratégia de imunização específica para sua configuração nacional.
O avanço do conhecimento biomédico e a utilização de novas tecnologias e metodologias para a produção de vacinas, assim como o surgimento de novas doenças e epidemias ao longo do tempo, fazem com que a lista de imunizantes garantida pelo PNI aumente constantemente. Hoje o PNI distribui mais de 48 imunobiológicos (incluindo vacinas, imunobiológicos especiais, soros e imunoglobulinas) para toda a população, sendo que 20 componentes dessa lista são vacinas ofertadas no Calendário Nacional de Vacinação para crianças, adolescentes, adultos, idosos e gestantes. Imunizantes que promovem a proteção contra cerca de 20 doenças diferentes de importância em saúde pública e ajudam na prevenção e controle de diferentes cenários epidemiológicos.
As imunizações ocorrem geralmente em campanhas que duram cerca de 30 dias ou mais nas salas de vacinação das várias Unidades Básicas de Saúde distribuídas ao longo do território brasileiro. A conservação e aplicação do imunobiológico é realizada por equipes de saúde capacitadas para a vacinação da população, estando conscientes em informações de relevância na prevenção de doenças e prontas para esclarecer dúvidas correlatas à temática, como próxima data do calendário vacinal e possíveis eventos adversos pós-vacinais, por exemplo.

## Contexto Histórico
O surgimento do Programa Nacional de Imunizações antecede o ano de sua inauguração e foi o resultado de uma série de disputas político-ideológicas sobre as escolhas e investimentos na área da saúde. 
As primeiras amostras virais para a produção de vacinas foram trazidas em cerca de 1840 para o Brasil por Felisberto Caldeira Brant Pontes de Oliveira Horta — Barão de Barbacena — e destinavam-se unicamente para a proteção de famílias nobres. Posteriormente, em 1887 o cirurgião Pedro Afonso Franco — Barão de Pedro Afonso — conseguiu desenvolver a primeira vacina antivariólica no país, sendo encarregado pelo governo de estabelecer o Instituto Municipal Soroterápico do Rio de Janeiro, que se tornou posteriormente o Instituto Oswaldo Cruz.
Com a epidemia de varíola que dizimou a vida nas grandes cidades brasileiras na década de 1900 — principalmente Rio de Janeiro — a ideia de imunização em massa adequou-se como a melhor alternativa para a redução da mortalidade e controle dos surtos da doença. Considerando a veracidade científica e eficiência comprovada da imunização para atenuação de sintomas e interrupção da transmissibilidade da varíola, foi deferida uma lei que garantia a obrigatoriedade da vacinação.
O processo de comunicação com a população sobre o que era a vacina e as consequências positivas de um indivíduo imunizado não ocorreram de forma correta, permitindo que boatos como “a vacina ser uma desculpa para os militares tocarem as mulheres” e o medo de receber de forma invasiva uma substância desconhecida no corpo guiassem grande parte das pessoas ao movimento de resistência contra a imunização, conhecido como Revolta da Vacina.
Apesar de realizada de forma autoritária e não apreciada pelas grandes massas, como esperado, a estratégia de imunização em massa da Campanha de Vacinação contra a Varíola apresentou redução dos casos e mortes pela doença, o que ao longo do tempo mobilizou diversas ideologias políticas para o investimento e reformulação de iniciativas multissetoriais da saúde, o que eventualmente promoveu a consolidação do PNI e a certificação da erradicação da varíola no Brasil pela OMS.